# Medal Kampanii
Medal Kampanii (port. Medalha de Campanha) – brazylijskie wojskowe odznaczenie, ustanowione 17 sierpnia 1944.
Medal ten przeznaczony jest dla personelu brazylijskich wojsk lądowych, pozostających w służbie czynnej, rezerwowej lub w stanie spoczynku, biorących nienaganny udział w operacjach wojskowych. Może być przyznany również żołnierzom wojsk krajów zaprzyjaźnionych i sprzymierzonych, jeśli brali udział w tej samej kampanii lub współpracowali podczas niej.
W brazylijskiej kolejności starszeństwa odznaczeń medal ten zajmuje miejsce po Medalu Południowych Sił Morskich, a przed Krzyżem Lotniczym.